# Corps Thuringia Leipzig
Das Corps Thuringia Leipzig ist eine Studentenverbindung im Senioren-Convent zu Leipzig. Das Corps im Kösener Senioren-Convents-Verband (KSCV) vereint Studenten und Alumni der Universität Leipzig und der Universität des Saarlandes. Die Corpsmitglieder werden Leipziger Thüringer genannt.

## Couleur
Die heutige Thuringia Leipzig hat die Farben karmesinrot-weiß-schwarz mit silberner Perkussion. Mit 24 mm ist das Band etwas schmaler als gewöhnlich. Dazu wird eine karmesinrote Mütze als Hinterhauptcouleur getragen. Die Renoncen tragen ein Fuchsband in den Farben karmesinrot-weiß-karmesinrot.
Der Wahlspruch lautet Durch Kampf zum Sieg! Der Wappenspruch ist Amico pectus, hosti frontem! (dt. „Dem Freund die Brust, dem Feind die Stirn!“)

## Thuringia I–III
Vor der Gründung des jetzigen Corps Thuringia (IV) 1868 gab es drei namensgleiche Verbindungen in Leipzig. Diese werden entsprechend dem Zeitraum ihres Bestehens als Thuringia I, II und III bezeichnet, das heutige Corps dementsprechend auch als Thuringia IV. In der Restauration nach den Befreiungskriegen unterdrückt, lebten die Studentenverbindungen zeitweilig im Verborgenen.
 Thuringia I wurde am 30. November 1807 gegründet und bestand bis 1812. Sie hatte die Farben Schwarz-rot-weiß ohne Perkussion. Der Wahlspruch war Contemnit tela virtus! Aus ihr ging Franconia Leipzig hervor. Drei Thüringer gründeten 1812 das Corps Saxonia Leipzig. Mitglieder der Thuringia I waren Theodor Körner, Anton Friedrich Hohl und Friedrich Seestern-Pauly.
 Thuringia II wurde am 3. Juli 1817 gegründet und am 6. Juni 1818 suspendiert. Ihre Farben waren Schwarz-rot-weiß ohne Perkussion. Der Wahlspruch war Amico pectus, hosti frontem! Sie ging zur Burschenschaft über. Ein Mitglied war der Musiker und Chorleiter Johann Daniel Elster (1796–1857).
 Thuringia III wurde am 26. Juni 1847 von Studenten an der Universität Leipzig gestiftet. Ihre Farben waren Schwarz-weiß-rot mit silberner Perkussion. Der Wahlspruch war Amico pectus, hosti frontem! Die elf Gründer der Thuringia III waren zuvor Mitglieder der Misnia III: Hermann Hohnbaum (auch Saxonia Göttingen und Guestphalia Leipzig), Ludwig von Kessinger, Ludwig Hagemann, Friedrich Girardet (auch Guestphalia Leipzig), Siegfried Crusius, Otto Freiherr von Berlepsch, Carl von Wuthenau, Robert Wahnschaffe, Ludwig Feller, Carl Bernhart Edler von der Planitz, Robert Freiherr von Welck (auch Guestphalia Heidelberg und Guestphalia Leipzig). 1848 gehörte Thuringia III zu den Gründungscorps des Kösener Senioren-Convents-Verbands (KSCV). Sie stand im Kartell mit Franconia Jena. In den Wirren des Progress musste sie im Juni 1853 suspendieren.

## Thuringia IV

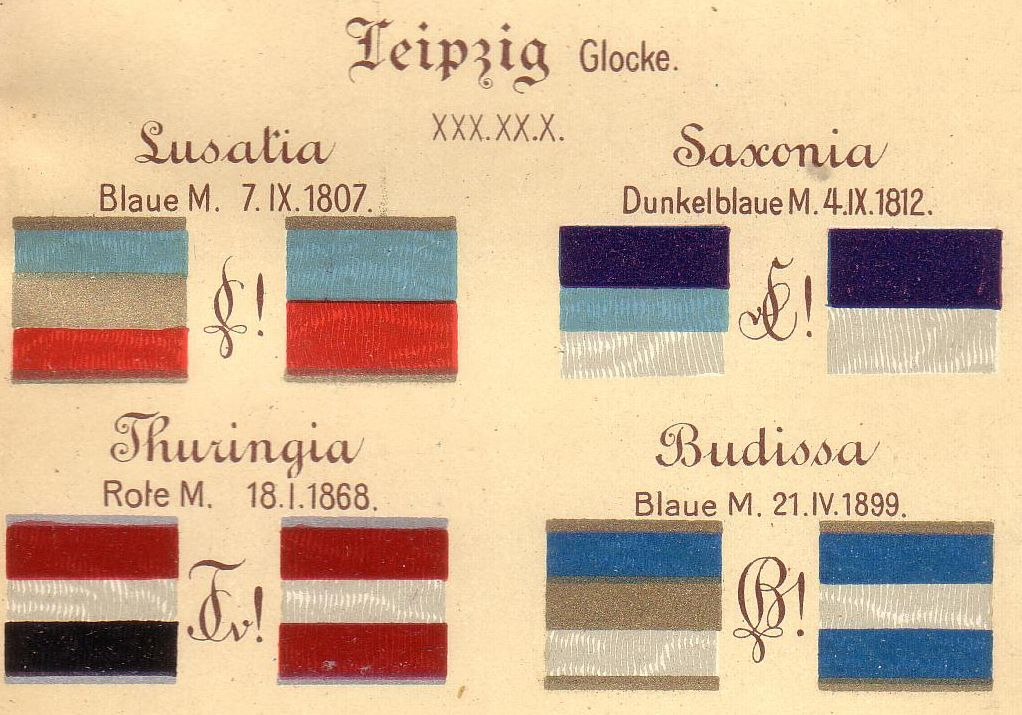
Der SC zu Leipzig (1920)

Die heutige Thuringia IV ging am 18. Januar 1868 aus einer 1854 gestifteten Landsmannschaft hervor, die durch Rezeption in den SC zu Leipzig zum Corps wurde. Sie berief sich auf Überlieferung, Farben, Wappen und Gründungsdatum der Thuringia III (1847). Zu (und zwischen) den namensgleichen Verbindungen Thuringia Leipzig besteht keine personelle Kontinuität. Erst nach der Jahrhundertwende wurde die Thuringia zum schwarzen Kreis gezählt. Sie spielte in der Kreispolitik von Saxonia Leipzig eine große Rolle.
Anfang des Wintersemester 1934/35 bezog das Corps ein neues Haus in der Karl-Tauchnitz-Straße 43. In der Zeit des Nationalsozialismus musste auch Thuringia 1935 suspendieren, weil Korporationen und Nationalsozialismus nicht vereinbar waren. Die Altherrenschaft unterstützte die SC-Kameradschaft Markgraf von Meissen mit Sitz auf dem Sachsen- bzw. Lausitzerhaus, die sich 1942 in das Corps Misnia IV umwandelte.
In der Nachkriegszeit in Deutschland war eine Rückkehr in die Sowjetische Besatzungszone und die Deutsche Demokratische Republik unmöglich. Deshalb schlossen sich Thuringias Alte Herren 1953 dem Altherrenverband des befreundeten Corps Rhenania Bonn an. Am 18. Januar 1971 machten Christian Helfer, ein Hannoveraner und ein Marburger Teutone Thuringia als eigenständiges Corps in Saarbrücken wieder auf. Nach der Deutschen Wiedervereinigung kehrte Thuringia IV nach Leipzig zurück.

## Verhältniscorps

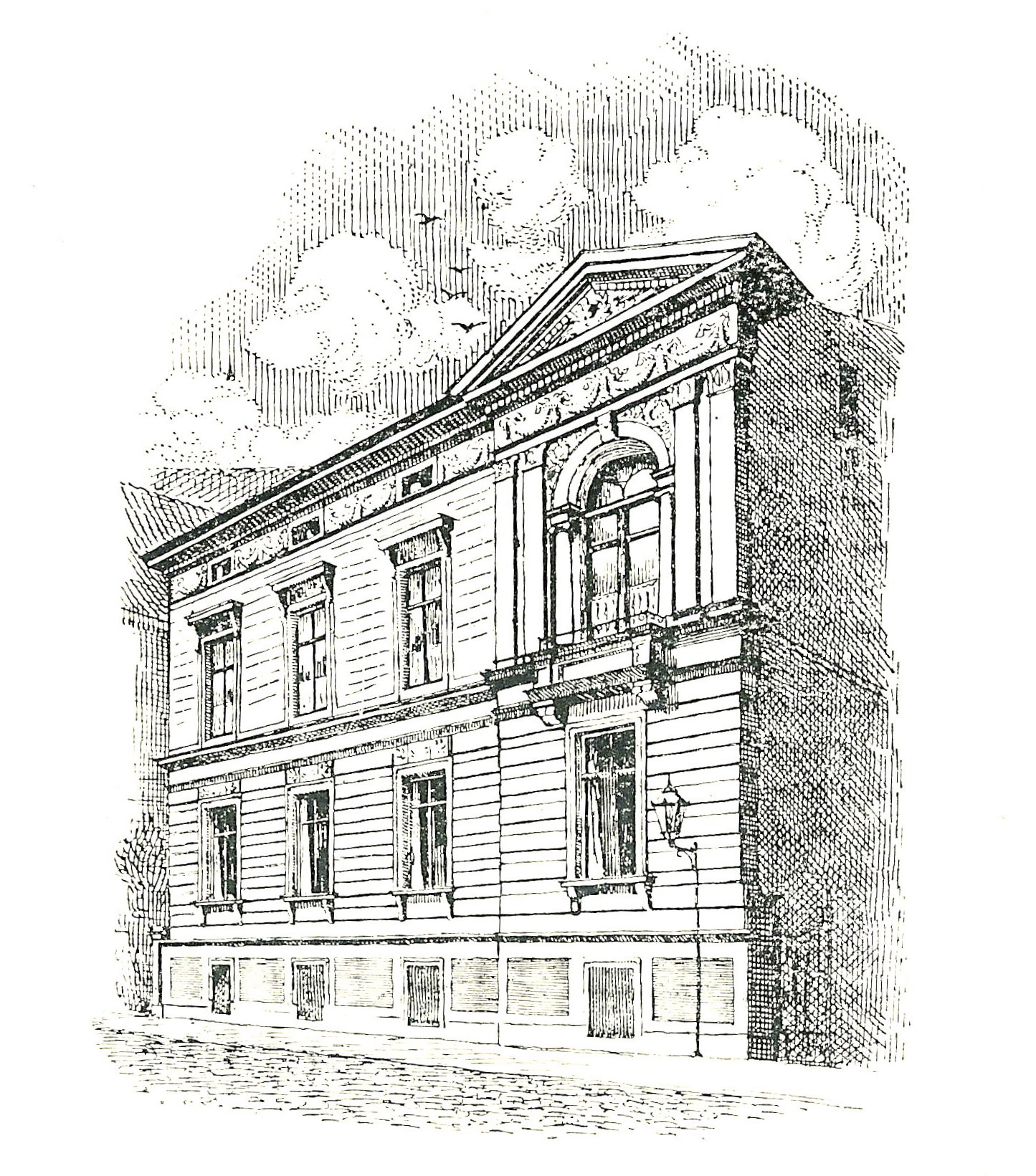
Früheres Thüringerhaus

Thuringia Leipzig gehört zum schwarzen Kreis im KSCV.
Kartell
Borussia Greifswald
Rhenania Bonn
Befreundete
Normannia Berlin
Baruthia
Saxonia Kiel

## Mitglieder
In alphabetischer Reihenfolge
- Rudolf Baumbach (1840–1905), Schriftsteller
- Ernst Behr (1854–1923), badischer Oberamtmann, Vorsitzender Richter am Verwaltungsgerichtshof Karlsruhe
- Otto Julius Bierbaum (1865–1910), Schriftsteller
- Karl Bochow (1861–1937), Gymnasiallehrer für Mathematik und Naturwissenschaften
- Karl von Dörnberg (1863–1929), Landrat und Landtagsabgeordneter in Hessen-Nassau
- Jörg Fleischhauer (* 1939), Professor für Theoretische Chemie an der RWTH Aachen
- Curt Godlewski (1880–1959), Präsident des Statistischen Reichsamts
- Otto Haeseler (1853–1928), Professor für Physik an der Tierärztlichen Hochschule Hannover
- Christian Helfer (1930–2008), Rechtssoziologe
- Emil Hell (1864–1931), Generalmajor, Träger des Pour le Mérite
- Otto Heuer (1854–1931), Literaturhistoriker, Gründer des Freien Deutschen Hochstifts
- Max Hochrein (1897–1973), Internist
- Heinrich Kannenberg (1887–1966), Moorforscher
- Georg Kautz (1860–1940), Vorsitzender des VAC-Gesamtausschusses (1915–1918)
- Wilhelm Knappe (1855–1910), Diplomat, Kolonialbeamter und Völkerkundler
- Alexander Malchow (1862–1943), Fabrikant, Anhaltischer Landtagsabgeordneter
- Paul Matting (1859–1935), Oberbürgermeister von Breslau
- Richard Mucke (1846–1925), Geograph und Ethnologe in Dorpat
- Philipp Mühlenbein (1865–1951), Regierungspräsident in Anhalt
- Norbert Pfretzschner (1850–1927), Bildhauer und Schriftsteller
- August Reinbrecht (1882–1929), Landrat in Frankenhausen, Sondershausen und Königsee
- Franz Rotzoll (1850–1927), Präsident der Klosterkammer Hannover
- Werner Schopper (1899–1984), Professor für Pathologie
- Ulrich Schrickel (* 1965), CEO der  Brose Fahrzeugteile SE
- Samuel Hanson Stone (1849–1909), Auditor of Public Accounts des Staates Kentucky
- Albrecht Wagner (1850–1909), Anglist in Halle